# Taj Mahal (musiker)
Taj Mahal, född Henry St. Clair Fredericks 17 maj 1942 i New York, är en amerikansk bluesmusiker.

## Biografi
Efter att ha spelat i bandet Rising Sons, med Ry Cooder, debuterade Taj Mahal som soloartist med det självbetitlade albumet Taj Mahal, utgivet 1968 på Columbia Records. Det följdes The Natch'l Blues och Giant Step, båda 1969. Under 1970-talet började Mahal ta intryck av karibisk musik, inte minst reggae, och jazz. Intresset för olika musikstilar från hela världen har sedan dess varit kännetecknande för hans musik. 1977 bytte han skivbolag från Columbia till Warner Bros. för vilka han spelade in tre album, däribland soundtracket till filmen Brothers (1977).
Intresset för bluesmusik minskade under 1980-talet[källa behövs] och efter tiden med Warner Bros. hade Mahal svårt att få nytt kontrakt. Han flyttade till Hawaii 1981 och det dröjde till 1987 innan nästa album, Taj, gavs ut. Året därpå släppte han barnalbumet Shake Sugaree. Under 1990-talet gav han ut album som Like Never Before (1991), Dancing the Blues (1993) och Phantom Blues (1996). Tillsammans med de indiska musikerna V.M. Bhatt och N. Ravikiran spelade han in Mumtaz Mahal (1995). Mahal vann 1997 en Grammy för Señor Blues och återigen 2000 för livealbumet Shoutin' in Key.

## Diskografi
Studioalbum
- 1968 – Taj Mahal
- 1968 – The Natch'l Blues
- 1969 – Giant Step/De Ole Folks at Home
- 1971 – Happy Just to Be Like I Am
- 1973 – Oooh So Good 'n Blues
- 1974 – Mo' Roots
- 1975 – Music Keeps Me Together
- 1976 – Satisfied 'N Tickled Too
- 1976 – Music Fuh Ya' (Musica Para Tu)
- 1977 – Brothers
- 1977 – Evolution (The Most Recent)
- 1987 – Taj
- 1988 – Shake Sugaree
- 1991 – Mule Bone
- 1991 – Like Never Before
- 1993 – Dancing the Blues
- 1995 – Mumtaz Mahal (med V.M. Bhatt och N. Ravikiran)
- 1996 – Phantom Blues
- 1997 – Señor Blues
- 1998 – Sacred Island (med The Hula Blues Band)
- 1999 – Kulanjan (med Toumani Diabaté)
- 2003 – Hanapepe Dream
- 2005 – Mkutano Meets the Culture Musical Club of Zanzibar
- 2008 – Maestro

Livealbum
- 1971 – The Real Thing
- 1972 – Recycling the Blues & Other Related Stuff
- 1979 – Live & Direct
- 1990 – Live at Ronnie Scott's
- 1996 – An Evening of Acoustic Music
- 2000 – Shoutin' in Key
- 2004 – Live Catch
- 2011 – Medverkar på Play the Blues med Wynton Marsalis och Eric Clapton